# Milieubiotechnologie
Milieubiotechnologie is die tak van de biotechnologie die zich richt op een beter milieubeheer.
Milieubiochtechnologie houdt zich bezig met kennisontwikkeling en kennistoepassing op het gebied van zuivering van afvalstromen, biologische reststromen en verduurzaming van productieprocessen.
Bij afvalzuivering worden micro-organismen gebruikt voor aerobe en anaerobe zuivering van afvalwater, biologische bodemsanering en biologische luchtzuivering. Vooral in afvalwaterzuiveringsinstallaties wordt al langere tijd gebruikgemaakt van biotechnologische technieken. 
Bij het beter gebruikmaken van biologische reststromen gaat het bijvoorbeeld om de verwerking van mest tot compost en om groene energie of groen gas. 

## Opleidingen en onderzoek in het Hoger Onderwijs
Onderwijs en onderzoek in de milieubiotechnologie vinden plaats aan diverse Nederlandse en Belgische universiteiten en hogescholen, bijvoorbeeld in Delft, Eindhoven, Gent, Groningen en Wageningen.

## Industrie
Delen van het ontwikkelingswerk en de toepassingen vinden plaats binnen of door bedrijven. Het Groningse bedrijf Bioclear heeft bijvoorbeeld enige faam als het gaat om bodemsanering en luchtzuivering. De Nederlandse Gasunie ontwikkelt groen gas.